# Morandi (groep)
Morandi is een Roemeense popgroep. De bandleden zijn Marius Moga (geboren op 30 december, 1981) en Andrei Ștefan Ropcea (Randi).
De naam van de groep komt voort uit de eerste twee letters van Moga's naam en Ropcea's bijnaam Randi.

## Discografie

### Albums
| Album met eventuele hitnotering(en) in de Nederlandse Album Top 100 | Datum van verschijnen | Datum van binnenkomst | Hoogste positie | Aantal weken | Opmerkingen |
| ------------------------------------------------------------------- | --------------------- | --------------------- | --------------- | ------------ | ----------- |
| Reverse                                                             | 2005                  | -                     |                 |              |             |
| Mind Fields                                                         | 2006                  | -                     |                 |              |             |
| N3XT                                                                | 2007                  | -                     |                 |              |             |
| Zebra                                                               | 2009                  | -                     |                 |              |             |

### Singles
- 2005: Love Me. (#3 in Roemeense Top 100)
- 2005: Beijo (Portugees gezongen)
- 2006: Falling Asleep.
- 2006: A La Lujeba.
- 2006: Oh La La (Engelse versie van Beijo)
- 2007: Afrika.
- 2007: Angels (Love Is The Answer). Dit werd een grote hit in veel landen inclusief: Polen, Roemenië, Slowakije, Oekraïne en Rusland. Angels werd genomineerd als meest succesvolle nummer van 2008 in Rusland.
- 2008: Save Me.